# Типпетт, Криста
Криста Типпетт ( урожденная Видман, родилась 9 ноября 1960 г) — американская журналистка, писатель и предприниматель. Создала и ведет общественную радиопрограмму и подкаст 
«О Бытии». В 2014 году президент США Барак Обама наградил Типпетт  Национальной гуманитарной медалью.

## Биография

### Ранние годы
Выросла в Шони, штат Оклахома. Изучала историю в Университете Брауна и провела семестр по обмену в Университете Вильгельма Пика в Ростоке в Восточной Германии . После окончания университета Брауна в 1983 году получила стипендию Фулбрайта для обучения в Боннском университете в Западной Германии.

### Работа в Германии
Работала в бюро The New York Times в Бонне.  В 1984 году  стала стрингером The New York Times в Берлине.  Писала также для The Times, Newsweek, BBC, International Herald Tribune и Die Zeit.
В 1986 году стала политическим помощником американского дипломата в Западном Берлине Джона К. Корнблюма. В следующем году стала главным помощником посла США в Западной Германии Ричарда Берта. Эта должность, по ее словам, привела к духовным, философским и теологическим взглядам, которые с тех пор определяли ее работу.

### Радио и СМИ
В 1994 году получила степень магистра богословия Йельского университета. Во время экуменических и культурных исследований в аббатстве Св. Иоанна в Колледжвилле, штат Миннесота, разработала идею своего радиошоу.
В конце 1990-х предложила Общественному радио Миннесоты передачу о религии. В 2001 году программа стала ежемесячной, а в 2003 году — еженедельной программой
American Public Media. В 2013 году стала соучредителем некоммерческой продюсерской компании Krista Tippett Public Productions. Является соавтором и организатором проекта «Задушевные беседы».
Интервью
Радиошоу Типпетт известно своими интервью по актуальным политическим вопросам. В интервью с участием ведущих религиозных деятелей и ученых текущие события обсуждаются с позиций человеческих ценностей.

## Награды

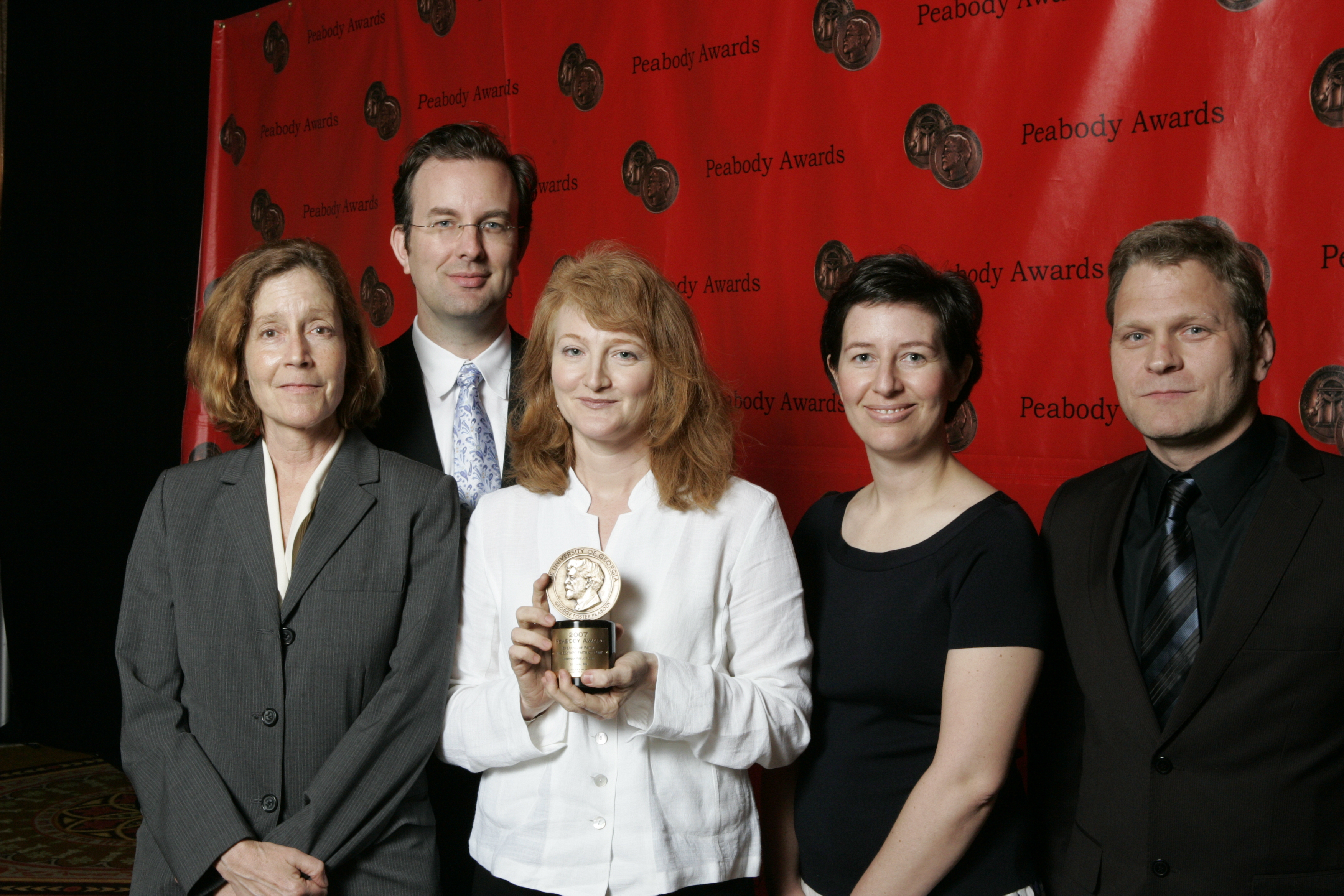
Криста Типпет и ее команда получают премию Пибоди в 2008 году.

В 2008 году получила премию Джорджа Фостера Пибоди и три награды Уэбби за выдающиеся достижения в области электронных СМИ. В 2014 году была награждена Национальной гуманитарной медалью за 2013 год за «вдумчивое проникновение в тайны человеческого существования». Книга Типпетт «Бог Эйнштейна» (2010) стала бестселлером по версии New York Times.

## Личная жизнь
Разведена, имеет двоих детей.